# Pierre Mulsant
Pour les articles homonymes, voir Mulsant.
 Pierre Mulsant  (13 juillet 1914 à Villefranche - 5 octobre 1944 au camp de Buchenwald)  fut, pendant la Seconde Guerre mondiale, un agent secret français du Special Operations Executive. 

## Biographie
Par intermédiaire d'un ami, le sculpteur Octave Simon, il entre en contact à Paris, au cours de l'automne 1942, avec Benjamin Cowburn, un agent britannique du Special Operations Executive, Section F dirigée à Londres par le colonel anglais Maurice Buckmaster. Au reste, Pierre Mulsant estimait à cet égard qu'un réseau britannique, mieux cloisonné, offrait moins d'insécurité que les réseaux français. 
Désormais intégré au réseau Abélard, Pierre Mulsant aidera aussitôt Benjamin Cowburn à acheminer sur Troyes où il résidait, un opérateur radio avec tout son matériel, qui sera chargé de la liaison avec Londres depuis cette ville. Il bénéficiait sur place d'une grande liberté de mouvement, son activité dans l'entreprise de bois de son beau-père, l'amenant à se déplacer en voiture dans tout le secteur. 
Dès lors l'équipe de Benjamin Cowburn, de Pierre Mulsant et de son beau-frère Robert Stein assurera la réception des parachutages, organisera les sabotages. Il fournira à un Réseau français local les informations qui permettront la destruction du dépôt de locomotives de Troyes. 
Il développera les commandos M, futurs noyaux des maquis locaux. Raymonde, l'épouse de Pierre "charmante jeune femme blonde d'une grande beauté" dira Benjamin Cowburn, participait aussi à cette liaison radio, et il l’estimait "bonne pianiste", selon le terme employé dans la clandestinité. Les Allemands réagiront et multiplieront les arrestations à partir du printemps 1943 ; mais sans réussir à remonter jusqu'à Pierre. 
Pierre Mulsant sera ensuite envoyé en Angleterre ; il y suivra un entraînement commando et sera promu au grade de capitaine de l'armée britannique. Une coïncidence, le 16 novembre 1943, dans l'avion qui le ramenait d'Angleterre, il y avait aussi un certain François Mitterrand. 
De retour en France et devenu sous une activité de couverture, "Paul Guérin", il a désormais à Nangis la responsabilité du réseau de Seine-et-Marne. Après avoir échappé à bien des embûches, il sera surpris le 13 juillet 1944 par une patrouille allemande alors qu'il se portait au secours d'aviateurs anglais égarés dans la forêt de Fontainebleau. Il essayera de s'échapper en fonçant sur l'adversaire, mais sera finalement rattrapé. Transféré à la Gestapo de la rue des Saussaies, il est soumis aux interrogatoires et à la torture, mais ne parlera pas : aucun membre de son réseau ne sera arrêté... Il est condamné à mort et à être déporté. 
Le 8 août 1944, il est envoyé en déportation, dans le dernier train à parvenir à destination… Feront partie du même convoi plusieurs agents du réseau anglais, trente-sept exactement ; dont Forest Yeo-Thomas, ainsi que le coureur automobile Robert Benoist. Un voyage interminable qui a pour destination le camp devenu tristement célèbre de Buchenwald en Thuringe. Tant qu'ils étaient encore en France, les prisonniers pouvaient voir "l'espoir peint sur le visage des gens des petites villes, qui leur rendaient leur salut en faisant, comme eux, le V de la victoire". C'est ensuite l'Allemagne et leurs espoirs qui s'évanouissent quand leur camion pénètre dans l'enceinte du camp flanqué de ses miradors. "Une douzaine de S.S. les attendent et leur distribuent coup de pieds et gifles".
Avec ses compagnons, Pierre est affecté au block 17, celui des irréductibles qui seront presque tous exécutés. Il ne laissait pas d'impressionner ses compagnons par son tonus que rien ne pouvait entamer. Il sera fusillé le 5 octobre 1944 avec onze autres détenus en criant "Vive la France". Il avait trente ans.
Son souvenir est évoqué dans plusieurs livres, dont celui de Benjamin Cowburn, et celui sur Forest Yeo-Thomas. Une rue qui porte son nom perpétue son souvenir à Troyes. Il a reçu la Croix de guerre avec palmes, la Légion d'honneur et la Military Cross.
Le livre sur la Résistance dans l'Aube le décrit comme "un homme d'exception, doté d'un tempérament aristocratique et chevaleresque ; grand, mince, élégant, racé, rien en apparence ne semble le pousser vers la rébellion et l'action clandestine, mais il avait refusé d'admettre la défaite". 
Après la guerre, les parents de Pierre Mulsant, Georges Mulsant et son épouse Laure Favier de Lachomette, reçurent de multiples témoignages des membres du réseau Buckmaster qui avaient survécu et un portrait de lui par Favier, l'un de ses compagnons de détention.

## Identités
- État civil : Pierre Louis Mulsant
- Comme agent du SOE, section F :
  - Nom de guerre (field name) : « Paul »
  - Nom de code opérationnel : minister (en français ministre)
  - Autres pseudos : Guérin, André, Pedro

Situation militaire : SOE, section F, General List ; grade : captain ; matricule : 309473.

## Famille
- Ses parents : Georges Mulsant et Madame née Laure Favier de Lachomette
- Sa femme : Raymonde Stein, Sainte-Savine, Aube, France. Fille de Georges Stein et d'Isabelle Oudot

## Éléments biographiques
Pierre Mulsant naît le 13 juillet 1914, à Villefranche-sur-Saône, Rhône, France.
Dans les années 35/39 Pierre Mulsant se fait déjà appeler "Pedro" en raison de l'homonymie avec son beau-frère, Pierre Stein, frère de Raymonde son épouse. Pedro avait selon André Cauzard, cousin germain de Raymonde Stein épouse Mulsant, les qualités d'un compagnon courageux, plein d'enthousiasme et meneur d'hommes. 
Le petit groupe, formé de Pedro, Raymonde Stein, Pierre Stein, leur frère Robert, l'épouse de ce dernier Nina née Markovitch et André Cauzard, menait une vie très animée. André Cauzard, affirmait que Pedro lui avait confié avant guerre faire partie de la « Cagoule », ce qui ne serait pas étonnant du fait qu'une partie très anti allemande de cette organisation choisit d'entrer en résistance à l'opposé de celle qui entra en collaboration. (cf la phrase attribuée au Général de Gaulle "En arrivant à Londres je n'y ai trouvé que la cagoule et la synagogue")
Dès l'invasion allemande de juin 1940, Pedro, patriote inconditionnel aurait immédiatement décidé de résister à l'occupant.
Robert Stein a participé lui aussi à des actions de résistance puisqu'il fut arrêté par les Allemands et devait être déporté mais  réussit à sauter du train en Seine-et-Marne (près de la Ferté-sous-Jouarre) et se cacha plus de trois semaines à Paris chez son cousin André (sources André Cauzard).
Premières activités pour le SOE
Octave Simon, le chef du réseau SATIRIST, recommande son ami Pierre Mulsant pour collaborer avec un officier britannique à Troyes, en l’occurrence Benjamin Cowburn, qui vient, pour sa troisième mission en France, monter un nouveau réseau TINKER dans ce secteur. Il présentera Yvonne Fontaine à Cowburn qui fera partie de ce réseau.
Dans la nuit du 15 au 16 novembre 1943, un avion l’emmène en Angleterre.
Mission en France
Définition de la mission : il vient monter et diriger le réseau MINISTER, qui doit se concentrer sur la préparation du jour J.
Le 4 mars 1944, il est parachuté avec John Barrett « Honoré », qui est maintenant son opérateur radio.
Le 25 mars,Yvonne Fontaine revient en France, par bateau en Bretagne. Elle reprend contact avec Mulsant à Paris, et l’accompagne à Melun, d’où elle effectue son travail de courrier. Peu après, elle s’engage dans des actions pour des comités de réception et des transports de marchandises entre les terrains et les différents dépôts.
Le 1er avril, il propose à Londres son premier terrain pour recevoir des parachutages.
Le 17 avril, il organise la réception de trois officiers américains.
Le 20 mai, un rapport mentionne que son organisation est puissante et en bonne santé, avec 500 hommes prêts à entrer en action, contrôlant cinq terrains et organisés en huit groupes (Rozay-en-Brie, Meaux, Nangis, Bray-sur-Seine, Donnemarie-en-Montois, Melun, Fontainebleau et Montereau). Mulsant installe son QG à Courmery.
Le 6 juin (jour J), les groupes, sur réception des messages de la BBC, se mettent en action.
Le 13 juillet. Avec son radio John Barrett et un résistant local, il va porter secours à une équipe SAS, qui a été parachutée en uniforme et qui risque d’être encerclée par les Allemands. Mais ils sont eux-mêmes arrêtés à Arbonne-la-Forêt, près de Barbizon.
Le 8 août, il est déporté à Buchenwald.à
Il est fusillé le 5 octobre 1944. Selon André Cauzard, Pierre Mulsant, condamné à mort, aurait exigé que soit respecté son statut de militaire et exigé  d'être fusillé au lieu d'être pendu, ce qui ne serait pas surprenant au regard de sa personnalité.

## Reconnaissance

### Distinction
- Royaume-Uni : Military Cross.Décernée le 15 novembre 1945 par SM le roi GEORGE VI.
- France : Médaille de la Résistance, chevalier de la Légion d'honneur et la Croix de Guerre 39/45 avec palme.

### Monuments
- En tant que l'un des 104 agents du SOE section F morts pour la France, Pierre Mulsant est honoré au mémorial de Valençay (Indre).
- Brookwood Memorial, Surrey, MULSANT P.L.MC panneau 21, colonne 3.
- au camp de Buchenwald, une plaque, inaugurée le 15 octobre 2010, honore la mémoire des officiers alliés du bloc 17 assassinés entre septembre 1944 et mars 1945, notamment vingt agents du SOE, parmi lesquels figure « Mulsant, Capt. P.L. ».
- Monument aux Morts de Pommiers (Rhône).
- Monument aux Martyrs de la RESISTANCE de Villefranche sur Saône (Rhône).
- Monument aux Morts de Nangis (Seine et Marne).
- Monument aux Morts de Sainte-Savine (Aube).
- Stèle commémorative de Charmont-sous-Barbuise (Aube) au lieu-dit « Côte 192 ».

### Voie
- Rue du commandant Pierre Mulsant, à Troyes (Aube).